# Sami Hadawi
Sami Hadawi (arabisch سامي هداوي, DMG Sāmiy Hadāwiyy; * 6. März 1904 in Jerusalem; † 22. April 2004 in Toronto) war ein palästinensischer Gelehrter und Autor. Er wurde bekannt für seine Dokumentation der Auswirkung des Palästinakrieges auf die arabische Bevölkerung in Palästina und die veröffentlichten Statistiken für einzelne Ortschaften für die Zeit vor der israelischen Unabhängigkeitserklärung. Hadawi arbeitete als Sachverständiger für Grund und Boden, bis er nach einem heftigen Gefecht zwischen israelischen und jordanischen Truppen in dem Stadtviertel, in dem er wohnte, aus Jerusalem ausgewiesen wurde. Er arbeitete auch weiterhin an der Dokumentation der palästinensischen Landansprüche und veröffentlichte mehrere Bücher über den Palästinakrieg und die palästinensischen Flüchtlinge.

## Frühes Leben
Hadawi wurde in Jerusalem als Sohn einer Familie arabischer Christen geboren. Sein Vater war Soldat in der Armee des Osmanischen Reiches und fiel im Ersten Weltkrieg. 1915, nach dem Tod des Vaters, zog die Familie nach Amman. Drei Jahre später arbeitete er als nichtamtlicher Übersetzer für die Britische Armee, dann kehrte er nach Palästina zurück, wo er dann für das Land Registration Office arbeitete.
Sein Interesse für die Struktur arabischer Dörfer begann mit seiner Tätigkeit dort und mit der Arbeit für das Land Settlement Department, für das er von 1920 bis 1927 tätig war. Hadawi arbeitete von 1938 bis 1948 als Inspektor für die Bewertung von Grundstückswerten. und war Hauptautor von Village Statistics 1945: A Classification of Land and Area Ownership in Palestine, einem Zensus für Grundstücke und Einwohnerzahlen im Britischen Mandatsgebiet. Bis 1948 lebte er in dem Haus seines Großvaters im jüdischen Viertel in der Altstadt von Jerusalem. 1948 bauten er und seine Frau Nora mit ihren beiden Kindern ein Wohnhaus für sie selbst in Katamon. Als die israelischen Truppen im Rahmen des Palästinakrieges vorrückten, war Hadawi gezwungen, seinen Wohnsitz aufzugeben.

## Exil
Hadawis Frau erlag kurz nach der Flucht nach Jordanien einem Herzanfall. Für die jordanischen Katasterbehörden übte Hadawi eine ähnliche Tätigkeit aus wie unter der britischen Herrschaft. Diese Tätigkeit übte er bis 1952 aus. Dann wurde er Sachverständiger für die United Nations Conciliation Commission for Palestine (UNCCP) in New York, wo es seine Aufgabe war, den Bestand des Grundeigentums der Palästinenser zu bestimmen, die nach dem Palästinakrieg ihre Heimat verlassen hatten. In der Folge mitbegründete er 1959 das Palästinensische Informationsbüro und dann in den Vereinigten Staaten zwei Büros für die Arabische Liga. Seine letzte berufliche Tätigkeit war in den 1960er Jahren die als Direktor des Institute for Palestine Studies (IPS) in Beirut. In jener Zeit publizierte er Palestine – Loss of a Heritage.
1970 ging er in den Ruhestand, zog nach Toronto, wo er begann, Bücher über den israelisch-palästinensischen Konflikt zu verfassen, darunter Palestinian Rights and Losses in 1948 (1988) und Bitter Harvest: a Modern History of Palestine (1989). Hadawi starb im Alter von 100 Jahren am 22. April 2004 und wurde in Toronto beerdigt, entgegen seinem erklärten Willen, in seiner Heimatstadt Jerusalem bestattet zu werden; "Ich würde gerne in Jerusalem begraben werden, aber ich habe keine Wahl", sagte er in dem letzten Interview, das er gegeben hat.

## Schriften
- Land ownership in Palestine, New York: Palestine Arab Refugee Office, 1957
- Palestine partitioned, 1947-1958, New York: Arab Information Center, 1959
- Israel and the Arab minority, New York: Arab Information Center, 1959
- Israel according to Holy scriptures, Dallas, Texas : [s.n.], 1960
- Palestine: questions and answers. , New York: Arab Information Center, 1961
- German reparation versus Israeli confiscations, New York: Arab Information Center, 1961
- Who benefits from anti-Semitism, New York: Arab Information Center, 1961
- Palestine Loss of Heritage, San Antonio, Texas: The Naylor Co., 1963
- Bitter Harvest: Palestine 1914-1967, New York: New World Press, 1967
- Palestine in focus, Palestine Liberation Organization Research Center: 1969
- Village statistics, 1945: A classification of land and area ownership in Palestine, Palestine Liberation Organization Research Center: 1970
- The Palestine Diary : Volume I and II, New World Press: 1972
- Crime and no punishment;: Zionist Israeli terrorism, 1939-1972 (Palestine essays), Palestine Liberation Organization Research Center: 1972
- Bitter Harvest, Palestine Between 1914-1979, Caravan Books: 1979. ISBN 978-0-88206-025-5
- The Jews, Zionism, and the Bible (a study of 'Biblical' and 'historical' claims), Toronto, Ontario: The Arab Palestine Association, 1981
- Palestinian Rights and Losses in 1948: A Comprehensive Study, Saqi Books: 2000. ISBN 0-86356-157-8